# Susann Böttcher
Susann Böttcher (* 8. Mai 1986) ist eine deutsche Radiomoderatorin.

## Leben
Böttcher studierte zwischen 2005 und 2007 Angewandte Fremdsprachen an der Justus-Liebig-Universität Gießen. 2007 begann sie ein Studium der Rechtswissenschaften an der Universität Leipzig und schloss 2012 mit dem 1. Staatsexamen ab. Daneben war sie Werksstudentin bei Regiocast, die unterer anderem Radio PSR, Energy Sachsen und R.SA betreiben. Anschließend machte sie ein Volontariat bei R.SA. 2015 wurde sie Producerin der Morningshow bei R.SA. 2018 übernahm sie die Redaktionsleiterin bei R.SA und gab sie im Februar 2020 wieder ab. Seit 2020 ist sie freiberufliche Redakteurin und Moderatorin bei MDR Aktuell. 2022 war sie zeitweise Moderatorin beim Sportradio Deutschland. Im Sommer 2024 moderierte sie an allen Wettkampftagen das Olympiaradio der ARD. Regelmäßig ist sie Moderatorin der ARD-Sendung “Mitreden! Deutschland diskutiert.”, u. a. mit Gästen wie Alexander Gerst. Bei MDR Aktuell unter anderem verschiedene Podcast wie Kekulés Corona-Kompass.
Böttcher lebt mit ihrem Mann Falko Simon und der gemeinsamen Tochter in Leipzig.